# Scream Bloody Gore
Scream Bloody Gore — дебютный альбом дэт-метал-группы Death, выпущенный 25 мая 1987 года лейблом Combat Records. Впоследствии альбом многократно переиздавался. К основным переизданиям относятся выпуск альбома на CD в 1991 году (Combat Records), переиздание 1999 года (Century Media), диджипак-версия 2008 года (Century Media), переиздания 2016 и 2020 года (Relapse Records). Чак Шульдинер, основатель и лидер группы, записывал партии гитары и бас-гитары; исполнил партии вокала, а также сочинил все композиции альбома.

## Об альбоме
Scream Bloody Gore многими критиками и журналистами признан как эталон традиционного дэт-метала. Тем не менее, на этом альбоме группа ещё до конца не отошла от трэш-метала и демонстрирует некоторое влияние хардкор-панка. По словам музыкального журналиста Джоэла Макайвера, дебютный альбом группы стал «поворотным моментом в экстремальном металле»; он расценил альбом как «первый, выдержанный в стилистике настоящего дэт-метала».
Тексты песен посвящены смерти и мертвецам, изобилуя крайне мрачными и кровавыми образами, характерными для раннего дэт-метала. Некоторые песни были вдохновлены фильмами ужасов итальянского режиссёра Лучо Фульчи. Например, «Regurgitated Guts» была вдохновлена фильмом 1980 года «Город живых мертвецов», композиция «Beyond the Unholy Grave» находилась под влиянием фильма «Седьмые врата ада» 1981 года, а песня «Zombie Ritual» была написана под впечатлением от фильма «Зомби 2» 1979 года (все сняты режиссёром Лучо Фульчи). Песня «Evil Dead» была названа в честь одноимённого фильма, а другие композиции, такие как «Scream Bloody Gore» и «Torn to Pieces», были вдохновлены фильмами «Реаниматор» и «Каннибалы» соответственно.
Чак Шульдинер сочинил все композиции с альбома и записывал все гитары, бас-гитару и вокал. Несмотря на то, что в буклете Джон Хэнд указан ритм-гитаристом, в записи он участия не принимал и находился в группе недолгое время. Это единственный альбом Death, в записи которого принимал участие Крис Райферт .
Иллюстрировал обложку американский художник Эд Репка.

## Отзывы критиков
Scream Bloody Gore часто считается первым альбомом дэт-метала. Хотя некоторые критики и считают первым дэт-метал-альбомом Seven Churches группы Possessed, Эдуардо Ривадавия из AllMusic пишет, что «Seven Churches был переходным этапом между трэшем и дэтом, а Scream Bloody Gore уже определил основные элементы дэт-метала». По мнению музыкального журналиста Джоэла Макайвера, дебютный альбом Death стал «поворотным пунктом в экстремальном метале», а также он назвал его «первым настоящим дэт-метал альбомом». Канадский журналист Мартин Попофф назвал Шульдинера музыкантом, представившим «новый уровень изощрённости, ознаменовавший начало следующего этапа в экстрим-метале». Писатель Ян Крист в книге Sound of the Beast: The Complete Headbanging History of Heavy Metal пишет, что «Scream Bloody Gore подражал хардкор-панку. Он также напоминал мрачные образы саундтреков из фильмов ужасов про зомби и каннибалов Джорджа Ромеро». Metal Forces описал альбом как «дэт-метал в его предельной экстремальности, брутальный, сырой и агрессивный — такой, который отличает настоящих дэт-металлистов от бесчисленных слабаков, следующих тенденциям».
В 2016 году переиздание альбома стало одним из 200 самых продаваемых альбомов в США в первую неделю после выхода, что стало первым появлением группы Death в чарте Billboard 200 под номером 174.

## Список композиций
| №                   | Название             | Длительность |
| ------------------- | -------------------- | ------------ |
| 1.                  | «Infernal Death»     | 2:54         |
| 2.                  | «Zombie Ritual»      | 4:35         |
| 3.                  | «Denial of Life»     | 3:37         |
| 4.                  | «Sacrificial»        | 3:43         |
| 5.                  | «Mutilation»         | 3:30         |
| 6.                  | «Regurgitated Guts»  | 3:47         |
| 7.                  | «Baptized in Blood»  | 4:31         |
| 8.                  | «Torn to Pieces»     | 3:38         |
| 9.                  | «Evil Dead»          | 3:01         |
| 10.                 | «Scream Bloody Gore» | 4:35         |
| Общая длительность: | Общая длительность:  | 37:51        |

| №   | Название                  | Длительность |
| --- | ------------------------- | ------------ |
| 11. | «Beyond the Unholy Grave» | 3:08         |
| 12. | «Land of No Return»       | 3:00         |

| №   | Название             | Длительность |
| --- | -------------------- | ------------ |
| 13. | «Open Casket» (Live) | 4:50         |
| 14. | «Choke on It» (Live) | 5:56         |

| №   | Название                | Длительность |
| --- | ----------------------- | ------------ |
| 13. | «Denial of Life» (Live) | 3:47         |

## Участники записи
- Чак Шульдинер — все гитары, бас-гитара, вокал
- Крис Райферт — ударные
- Стив Синклер — продюсер
- Эдвард Репка — оформление, дизайн
- Рэнди Бернс — перкуссия, продюсер
- Джон Хэнд — ритм-гитара (указан в буклете, но не участвовал в записи)[12]

## Чарты
| Чарт (2016)         | Высшая позиция |
| ------------------- | -------------- |
| США (Billboard 200) | 174            |